# カオパッアメリカン
カオパッアメリカン（タイ語: ข้าวผัดอเมริกัน、RTGS: khao phat amerikan、発音 [kʰâ(ː)w pʰàt ʔāmēːrīkān]）はフライドチキン、ハム、ホットドッグ、レーズン、ケチャップなどの「アメリカ風な」食材を使ったタイ王国における中華風チャーハンである。原義は「アメリカ風炒飯」。パイナップルやクルトンなどを入れて焼き上げることもある。 

## 歴史
チャオクルン新聞編集長ヴィラス・マネーワットの妻であるクン・イン・スレーパン・マネーワットは、自らがカオパッアメリカンの生みの親であるとタイのとある雑誌の取材で答えた。彼女はドンムアン空港にあるレストランの一つ、ラチャタニレストランを経営していたが、ある日、ある航空会社の飛行機が欠航になり、目玉焼きやソーセージ、ハムなどといった仕入れていたアメリカンブレックファストの食材が大量に残ることとなった。そこでスレーパンは余った食材をチャーハンの具にする着想を得た。このような経緯から、タイ語で「アメリカ風チャーハン」を意味する「カオパッアメリカン」と命名された。カオパッアメリカンが初めて作られたのがいつであるかは定かではないが、彼女が英国留学のためにタイを離れた1954年より前の時点であることは判明している。 
なお、カオパッアメリカンはベトナム戦争の戦時中にタイに駐留する米国海兵隊と米国空軍の兵士のために作られたものが最初で、考案者もタイ人シェフのゴー・ジェクであるとする説を信じる者もいる。   
いずれにせよ正確な資料が残っているわけではないため、どちらの説が正しいかは不明である。